# Ctenitis boholensis
Ctenitis boholensis är en träjonväxtart som beskrevs av Holtt. Ctenitis boholensis ingår i släktet Ctenitis och familjen Dryopteridaceae. Inga underarter finns listade.